# Gabriele Missaglia
Gabriele Missaglia, nacido el 24 de julio de 1970 en Inzago, es un ciclista italiano. Fue profesional entre 1995 y 2008, ganando la HEW Cyclassics en 2000 y una etapa en el Giro de Italia 1997.
Al término de la temporada 2008, puso fin a su carrera como ciclista y se convirtió en director deportivo del equipo Corratec. Actualmente es director deportivo del equipo polaco CCC Polsat Polkowice.

## Palmarés
1997
- 1 etapa del Giro de Italia
- 1 etapa de la Vuelta al País Vasco

1998
- Tour de Langkawi

1999
- 1 etapa de la Vuelta a Suiza

2000
- HEW Cyclassics
- 1 etapa de la Volta a Cataluña

2007
- Vuelta al Lago Qinghai

## Resultados en las grandes vueltas
| Carrera         | 1995 | 1996 | 1997 | 1998 | 1999 | 2000 | 2001 | 2002 | 2003 | 2004 | 2005 | 2006  | 2007 | 2008 |
| --------------- | ---- | ---- | ---- | ---- | ---- | ---- | ---- | ---- | ---- | ---- | ---- | ----- | ---- | ---- |
| Giro de Italia  | -    | 57.º | 53.º | 41.º | 16º  | 45.º | 60.º | 72.º | -    | -    | -    | 106.º | -    | 71.º |
| Tour de Francia | -    | -    | -    | -    | -    | -    | -    | -    | -    | -    | -    | -     | -    | -    |
| Vuelta a España | -    | -    | -    | -    | Ab.  | -    | -    | -    | -    | -    | -    | -     | -    | -    |
| Mundial en Ruta | -    | -    | -    | -    | -    | -    | -    | -    | -    | -    | -    | -     | -    | -    |

-: no participa

Ab.: abandono